# Weißflächenkartierung
Die Weißflächenkartierung ist eine Kartierungsmethode zum Aufspüren eines für ein bestimmtes Vorhaben geeigneten Standorts. Dazu werden auf einer Landkarte des Suchraums alle Flächen, die ungeeignet für das Vorhaben sind, eingefärbt. Die verbleibenden weißen Flächen sind geeignet für das Vorhaben.
Ungeeignet sind Flächen, die ein oder mehrere Ausschlusskriterien erfüllen. Zu umfangreiche Weißflächen lassen sich durch Verschärfen von Ausschlusskriterien einengen.
Beispiele für Ausschlusskriterien sind Umkreise um Flächen mit Wohnbebauung, Gewässern,  Naturschutzflächen, Straßen, zu geringer Abstand des Grundwassers von der Oberfläche, ungünstige Verkehrslage usw.